# کودو یاماموتو
کودو یاماموتو (انگلیسی: Kodo Yamamoto؛ زادهٔ ۸ فوریهٔ ۱۹۶۱) بازیکن هندبال اهل ژاپن بود.